# موجود شیرین
«موجود شیرین» ترانه‌ای از هنرمند اهل بریتانیا هری استایلز است.